# Puchar Polski w piłce nożnej (2021/2022)/Puchary wojewódzkie
Puchar Polski w piłce nożnej mężczyzn na szczeblu wojewódzkim - Rozgrywki pucharowe mające na celu wyłonienie klubów z niższych lig z poszczególnych województw do udziału w Pucharze Polski w piłce nożnej mężczyzn 2022/2023. Każde województwo ma prawo wyłonić jedną drużynę, która będzie je reprezentować w Pucharze Polski. W eliminacjach obowiązkowo biorą udział drużyny od 3 ligi do klasy okręgowej. Drużyny z A-klasy mogą nie przystąpić do rozgrywek, a zespoły z klas niższych nie są zobowiązane do brania udziału w eliminacjach.

## Zwycięzcy
- Lechia Dzierżoniów (Dolnośląskie)
- Zawisza Bydgoszcz (Kujawsko-Pomorskie)
- Chełmianka Chełm (Lubuskie)
- Lechia Zielona Góra (Lubuskie)
- RKS Radomsko (Łódzkie)
- Wieczysta Kraków (Małopolskie)
- Legia II Warszawa (Mazowieckie)
- Start Jełowa (Opolskie)
- Stal Stalowa Wola (Podkarpackie)
- Ruch Wysokie Mazowieckie (Podlaskie)
- Bałtyk Gdynia (Pomorskie)
- Rekord Bielsko-Biała (Śląskie)
- ŁKS Łagów (Świętokrzyskie)
- GKS Wikielec (Warmińsko-Mazurskie)
- Polonia Środa Wielkopolska (Wielkopolskie)
- Pogoń II Szczecin (Zachodniopomorskie)

## Województwo Dolnośląskie[1]
Udział biorą zwycięzcy czterech pucharów okręgowych.
| Uczestnicy tej edycji                           | Uczestnicy tej edycji | Uczestnicy tej edycji | Uczestnicy tej edycji |
| ----------------------------------------------- | --------------------- | --------------------- | --------------------- |
| ŚLZ                                             | Ślęza Wrocław         | Wrocław               |                       |
| ZA2                                             | Zagłębie II Lubin     | Legnica               |                       |
| LDZ                                             | Lechia Dzierżoniów    | Wałbrzych             |                       |
| LUB                                             | Łużyce Lubań          | Jelenia Góra          |                       |
| W kolumnie pierwszej podano skróty nazw drużyn. |                       |                       |                       |

### Półfinały
| 18 maja 2022 | Ślęza Wrocław                                                                                | 4:0   | Zagłębie II Lubin |  |
| 16:00        | 9' Robert Pisarczuk · 39' Mikołaj Wawrzyniak · 48' Gabriel Dornellas · 78' Dominik Krukowski | (2:0) |                   |  |

| 18 maja 2022 | Łużyce Lubań                           | 2:6   | Lechia Dzierżoniów                                                                       |  |
| 17:30        | 7' Denis Wadziński · 58' Łukasz Staroń | (1:4) | 4', 89' Michał Ciarkowski · 10', 30' Élton · 41' Kamil Sadowski · 90' Marek Korzeniowski |  |

### Finał
| 31 maja 2022 | Lechia Dzierżoniów                       | 2:0   | Ślęza Wrocław |                              |
| 17:00        | 57' Kamil Sadowski · 78' Marcin Orłowski | (0:0) |               | Stadion Miejski w Pieszycach |

## Województwo Kujawsko-Pomorskie[2]
Udział biorą zwycięzcy 1/8 finału i 1/4 finału. Start w nich zapewnieni mieli zwycięzcy pucharów okręgowych.
| Uczestnicy tej edycji                           | Uczestnicy tej edycji | Uczestnicy tej edycji | Uczestnicy tej edycji |
| ----------------------------------------------- | --------------------- | --------------------- | --------------------- |
| ZAW                                             | Zawisza Bydgoszcz     | Bydgoszcz             |                       |
| OGR                                             | Olimpia Grudziądz     | Toruń                 |                       |
| UNI                                             | Unia Janikowo         | Bydgoszcz             |                       |
| RYP                                             | Lech Rypin            | Włocławek             |                       |
| W kolumnie pierwszej podano skróty nazw drużyn. |                       |                       |                       |

### Półfinały
| 4 maja 2022 | Lech Rypin               | 1:4   | Unia Janikowo                                                                            |  |
| 17:30       | 69' Radosław Lewandowski | (0:3) | 10' Przemysław Kędziora · 30' Mateusz Ławniczak · 33' Jędrzej Kujawa · 83' Mikołaj Gabor |  |

| 17 maja 2022 | Olimpia Grudziądz | 1:2   | Zawisza Bydgoszcz                                 |  |
| 17:30        | 36' Hubert Mich   | (1:0) | 67' Robert Tunkiewicz · 87' Stanisław Wędzelewski |  |

### Finał
| 15 czerwca 2022 | Unia Janikowo                            | 2:4   | Zawisza Bydgoszcz                                                |  |
| 17:00           | 73' Jędrzej Kujawa · 75' Gracjan Goździk | (0:1) | 30' Piotr Okuniewicz · 59', 79' Kamil Żylski · 88' Maciej Kozara |  |

## Województwo Lubelskie[3]
Udział biorą zwycięzcy czterech pucharów okręgowych.
| Uczestnicy tej edycji                           | Uczestnicy tej edycji      | Uczestnicy tej edycji | Uczestnicy tej edycji |
| ----------------------------------------------- | -------------------------- | --------------------- | --------------------- |
| CHM                                             | Chełmianka Chełm           | Chełm                 |                       |
| GRY                                             | Gryf Gmina Zamość          | Zamość                |                       |
| STA                                             | Stal Poniatowa             | Lublin                |                       |
| PB2                                             | Podlasie II Biała Podlaska | Biała Podlaska        |                       |
| W kolumnie pierwszej podano skróty nazw drużyn. |                            |                       |                       |

### Półfinały
| 1 czerwca 2022 | Podlasie II Biała Podlaska   | 2:5   | Chełmianka Chełm                                                                            |  |
| 17:30          | 20', 45' Bartosz Buraczewski | (2:3) | 9' Patryk Czułowski · 28' Ezana Kahsay · 41', 87' Paweł Myśliwiecki · 66' Adrian Dziubiński |  |

| 8 czerwca 2022 | Stal Poniatowa | 0:0 k. 5:6    | Gryf Gmina Zamość |  |
| 17:30          |                | (0:0, k. 5:6) |                   |  |

### Finał
| 22 czerwca 2022 | Gryf Gmina Zamość | 0:2   | Chełmianka Chełm                         |  |
| 18:00           |                   | (0:1) | 13' Grzegorz Bonin · 57' Dawid Skoczylas |  |

## Województwo Lubuskie[4]
Udział biorą zwycięzcy 1/8 finału i 1/4 finału. Start w nich zapewnieni mieli zwycięzcy pucharów okręgowych.
| Uczestnicy tej edycji                           | Uczestnicy tej edycji     | Uczestnicy tej edycji | Uczestnicy tej edycji |
| ----------------------------------------------- | ------------------------- | --------------------- | --------------------- |
| TKO                                             | Tęcza Krosno Odrzańskie   | Zielona Góra          |                       |
| LZG                                             | Lechia Zielona Góra       | Zielona Góra          |                       |
| KUR                                             | Meprozet Stare Kurowo     | Gorzów Wielkopolski   |                       |
| GWK                                             | Warta Gorzów Wielkopolski | Gorzów Wielkopolski   |                       |
| W kolumnie pierwszej podano skróty nazw drużyn. |                           |                       |                       |

### Półfinały
| 25 maja 2022 | Tęcza Krosno Odrzańskie | 1:5   | Lechia Zielona Góra                                             |  |
| 17:30        | 62' Bartosz Piec        | (0:0) | 68', 81', 90' Przemysław Mycan · 88', 90' Krzysztof Staśkiewicz |  |

| 25 maja 2022 | Meprozet Stare Kurowo | 0:2   | Warta Gorzów Wielkopolski                |  |
| 17:30        |                       | (0:2) | 6' Brajan Burzyński · 28' Adrian Marchel |  |

### Finał
| 25 czerwca 2022 | Lechia Zielona Góra | 1:0 (pd.) | Warta Gorzów Wielkopolski |  |
| 17:00           | 91' Konrad Sitko    | (0:0)     |                           |  |

## Województwo Łódzkie[5]
Udział biorą zwycięzcy 1/4 finału. Start w nim zapewnieni mieli zwycięzcy pucharów okręgowych.
| Uczestnicy tej edycji                           | Uczestnicy tej edycji | Uczestnicy tej edycji | Uczestnicy tej edycji |
| ----------------------------------------------- | --------------------- | --------------------- | --------------------- |
| WI2                                             | Widzew II Łódź        | Łódź                  |                       |
| USK                                             | Unia Skierniewice     | Skierniewice          |                       |
| RKS                                             | RKS Radomsko          | Piotrków Trybunalski  |                       |
| ONI                                             | Orzeł Nieborów        | Skierniewice          |                       |
| W kolumnie pierwszej podano skróty nazw drużyn. |                       |                       |                       |

### Półfinały
| 25 maja 2022 | Widzew II Łódź                                                 | 3:2   | Unia Skierniewice                      |  |
| 17:00        | 16', 30' Filip Przybułek · 90' Ricardo Gonçalves do Nascimento | (2:0) | 59' Mariusz Stępień · 70' Miłosz Nowak |  |

| 25 maja 2022 | Orzeł Nieborów | 0:6   | RKS Radomsko |  |
| 18:00        |                | (0:3) | 15' Kamil Odolak · 20' Bartosz Machaj · 45' Sebastian Miśkowiec · 49' Bartosz Sitkowski · 60' (sam.) Radosław Grefkowicz · 70' Jean Carlos Cortés |  |

### Finał
| 15 czerwca 2022 | Widzew II Łódź                                          | 2:2 k. 3:5    | RKS Radomsko                                |                      |
| 18:00           | 29' Ricardo Gonçalves do Nascimento · 90' Adam Dębiński | (1:0, k. 3:5) | 53' Jakub Załucki · 55' Sebastian Miśkowiec | Stadion Widzewa Łódź |

## Województwo Małopolskie[6]
Udział biorą zwycięzcy czterech pucharów okręgowych.
| Uczestnicy tej edycji                           | Uczestnicy tej edycji           | Uczestnicy tej edycji | Uczestnicy tej edycji |
| ----------------------------------------------- | ------------------------------- | --------------------- | --------------------- |
| BB2                                             | Bruk-Bet Termalica II Nieciecza | Żabno                 |                       |
| BPR                                             | Błyskawica Proszówki            | Bochnia               |                       |
| PNT                                             | Podhale Nowy Targ               | Podhale               |                       |
| WIE                                             | Wieczysta Kraków                | Obrońca tytułu        |                       |
| W kolumnie pierwszej podano skróty nazw drużyn. |                                 |                       |                       |

### Półfinały
| 17 maja 2022 | Bruk-Bet Termalica II Nieciecza                 | 2:1   | Błyskawica Proszówki |  |
| 17:30        | 4' Tomasz Matuszewski · 18' Vlastimir Jovanović | (2:0) | 80' Damian Cabała    |  |

| 25 maja 2022 | Wieczysta Kraków                                                                               | 6:2   | Podhale Nowy Targ                  |  |
| 17:30        | 2', 70' Radosław Majewski · 8', 47' Patryk Kołodziej · 54' Maciej Jankowski · 72' Patrik Mišák | (2:2) | 12' Olaf Nowak · 29' Juliusz Molis |  |

### Finał
| 8 czerwca 2022 | Wieczysta Kraków                           | 2:1   | Bruk-Bet Termalica II Nieciecza |  |
| 17:00          | 46' Maciej Jankowski · 74' Sławomir Peszko | (1:0) | 84' Patryk Pikul                |  |

## Województwo Mazowieckie[7]
Udział biorą zwycięzcy 1/8 finału i 1/4 finału. Start w nich zapewnieni mieli zwycięzcy pucharów okręgowych, zespoły z Młodej Ekstraklasy i zespoły z województwa grające w 3 lidze.
| Uczestnicy tej edycji                           | Uczestnicy tej edycji | Uczestnicy tej edycji | Uczestnicy tej edycji |
| ----------------------------------------------- | --------------------- | --------------------- | --------------------- |
| LGO                                             | Legionovia Legionowo  | III liga              |                       |
| PIL                                             | Pilica Białobrzegi    | III liga              |                       |
| LE2                                             | Legia II Warszawa     | III liga              |                       |
| PWA                                             | Polonia Warszawa      | III liga              |                       |
| W kolumnie pierwszej podano skróty nazw drużyn. |                       |                       |                       |

### Półfinały
| 4 maja 2022 | Legionovia Legionowo                     | 2:1 (pd.) | Polonia Warszawa  |  |
| 17:00       | 90' Dawid Papazjan · 99' Sebastian Gołąb | (0:0)     | 49' Patryk Paczuk |  |

| 18 maja 2022 | Pilica Białobrzegi                          | 2:2 k. 2:4    | Legia II Warszawa                            |  |
| 17:30        | 87' Bartosz Zawadzki · 120' Marcin Bykowski | (0:0, k. 2:4) | 90' Ramil Mustafajew · 93' Jakub Kwiatkowski |  |

### Finał
| 15 czerwca 2022 | Legia II Warszawa   | 1:0   | Legionovia Legionowo |                          |
| 17:00           | 61' Wiktor Kamiński | (0:0) |                      | Stadion Hutnika Warszawa |

## Województwo Opolskie[8]
Udział biorą zwycięzcy 1/32, 1/16, 1/8 i 1/4 finału.
| Uczestnicy tej edycji                           | Uczestnicy tej edycji | Uczestnicy tej edycji | Uczestnicy tej edycji |
| ----------------------------------------------- | --------------------- | --------------------- | --------------------- |
| PNY                                             | Polonia Nysa          | -                     |                       |
| RZD                                             | Ruch Zdzieszowice     | -                     |                       |
| LSD                                             | LZS Starowice Dolne   | -                     |                       |
| STJ                                             | Start Jełowa          | -                     |                       |
| W kolumnie pierwszej podano skróty nazw drużyn. |                       |                       |                       |

### Półfinały
| 20 kwietnia 2022 | Start Jełowa                                                                           | 4:4 k. 5:4    | LZS Starowice Dolne                                                               |  |
| 17:00            | 20' Dżejms Kosia-Fomba · 78' Patryk Bandura · 82' Daniel Wolny · 87' Norbert Poznański | (1:1, k. 5:4) | 16' Kacper Pawlus · 51' Augusto Kaique · 85' Adam Setla · 90' Bartłomiej Rakowski |  |

| 20 kwietnia 2022 | Ruch Zdzieszowice    | 1:2   | Polonia Nysa                                       |  |
| 17:00            | 90' Piotr Strzelecki | (0:0) | 54' Patryk Ostrowski · 89' Bartłomiej Naściszewski |  |

### Finał
| 18 maja 2022 | Polonia Nysa | 0:0 k. 1:4    | Start Jełowa |  |
| 19:00        |              | (0:0, k. 1:4) |              |  |

## Województwo Podkarpackie[9]
Udział biorą zwycięzcy czterech pucharów okręgowych.
| Uczestnicy tej edycji                           | Uczestnicy tej edycji | Uczestnicy tej edycji | Uczestnicy tej edycji |
| ----------------------------------------------- | --------------------- | --------------------- | --------------------- |
| JKS                                             | JKS Jarosław          | Jarosław              |                       |
| KAR                                             | Karpaty Krosno        | Krosno                |                       |
| KRZ                                             | Korona Rzeszów        | Rzeszów-Dębica        |                       |
| SSW                                             | Stal Stalowa Wola     | Stalowa Wola          |                       |
| W kolumnie pierwszej podano skróty nazw drużyn. |                       |                       |                       |

### Półfinały
| 31 maja 2022 | Karpaty Krosno                           | 2:1   | Korona Rzeszów  |  |
| 17:00        | 4' Tomasz Płonka · 84' Marek Fundakowski | (1:1) | 3' Paweł Piątek |  |

| 1 czerwca 2022 | JKS Jarosław | 0:1   | Stal Stalowa Wola |  |
| 17:00          |              | (0:0) | 64' Sławomir Duda |  |

### Finał
| 21 czerwca 2022 | Karpaty Krosno | 0:3   | Stal Stalowa Wola                            |  |
| 17:00           |                | (0:1) | 38', 70' Daniel Świderski · 48' Szymon Jopek |  |

## Województwo Podlaskie[10]
Udział biorą zwycięzcy poprzednich rund (I-VI). Możliwość startu miały wszystkie drużyny z województwa.
| Uczestnicy tej edycji                           | Uczestnicy tej edycji    | Uczestnicy tej edycji | Uczestnicy tej edycji |
| ----------------------------------------------- | ------------------------ | --------------------- | --------------------- |
| KSG                                             | KS Grabówka              | -                     |                       |
| RWM                                             | Ruch Wysokie Mazowieckie | -                     |                       |
| TBP                                             | Tur Bielsk Podlaski      | -                     |                       |
| JA2                                             | Jagiellonia II Białystok | -                     |                       |
| W kolumnie pierwszej podano skróty nazw drużyn. |                          |                       |                       |

### Półfinały
| 18 maja 2022 | KS Grabówka | 0:3   | Ruch Wysokie Mazowieckie                                      |  |
| 17:45        |             | (0:2) | 35' Paweł Brokowski · 45' Kacper Skibko · 79' Kacper Gwardiak |  |

| 18 maja 2022 | Tur Bielsk Podlaski                       | 2:1 (pd.) | Jagiellonia II Białystok |  |
| 17:45        | 27' Jacek Dzienis · 93' Marcin Bazylewski | (1:1)     | 15' Kamil Huczko         |  |

### Finał
| 8 czerwca 2022 | Ruch Wysokie Mazowieckie                    | 3:0   | Tur Bielsk Podlaski |                             |
| 17:00          | 7' Patryk Pasko · 27', 66' Kamil Jackiewicz | (2:0) |                     | Stadion Miejski w Zambrowie |

## Województwo Pomorskie[11]
Udział biorą zwycięzcy trzech pucharów okręgowych.
| Uczestnicy tej edycji                           | Uczestnicy tej edycji | Uczestnicy tej edycji | Uczestnicy tej edycji |
| ----------------------------------------------- | --------------------- | --------------------- | --------------------- |
| JAG                                             | Jaguar Gdańsk         | Gdańsk                |                       |
| GGD                                             | Gedania Gdańsk        | Gdańsk                |                       |
| BAŁ                                             | Bałtyk Gdynia         | Gdańsk                |                       |
| PEL                                             | Wierzyca Pelplin      | Gdańsk                |                       |
| W kolumnie pierwszej podano skróty nazw drużyn. |                       |                       |                       |

### Półfinały
| 8 czerwca 2022 | Jaguar Gdańsk                                              | 3:1   | Gedania Gdańsk       |  |
| 17:00          | 15' Maciej Gaszka · 18' Roman Załow · 68' Kacper Bladowski | (2:1) | 43' Mateusz Borowski |  |

| 8 czerwca 2022 | Wierzyca Pelplin | 0:5   | Bałtyk Gdynia                                                                         |  |
| 17:30          |                  | (0:2) | 10' Oktawian Skrzecz · 23' Mateusz Gułajski · 50', 60' Michał Marczak · 80' Jan Bożym |  |

### Finał
| 22 czerwca 2022 | Jaguar Gdańsk                                   | 3:4 (pd.) | Bałtyk Gdynia                                                         |  |
| 19:00           | 50' Klaudiusz Filas · 70', 90' Jacek Jadanowski | (0:2)     | 9', 29' Michał Marczak · 87' Marcel Brodnicki · 106' Mateusz Gułajski |  |

## Województwo Śląskie[12]
Udział biorą zwycięzcy 1/8 finału i 1/4 finału. Start w nich mieli zagwarantowani zwycięzcy pucharów okręgowych
| Uczestnicy tej edycji                           | Uczestnicy tej edycji | Uczestnicy tej edycji | Uczestnicy tej edycji |
| ----------------------------------------------- | --------------------- | --------------------- | --------------------- |
| UTU                                             | Unia Turza Śląska     | Racibórz              |                       |
| REK                                             | Rekord Bielsko-Biała  | Bielsko-Biała         |                       |
| TEM                                             | Tempo Puńców          | Skoczów               |                       |
| KA2                                             | GKS II Katowice       | Katowice              |                       |
| W kolumnie pierwszej podano skróty nazw drużyn. |                       |                       |                       |

### Półfinały
| 31 maja 2022 | Unia Turza Śląska | 0:2   | Rekord Bielsko-Biała                |  |
| 18:00        |                   | (0:1) | 3' Marcin Wróbel · 68' Tomasz Nowak |  |

| 8 czerwca 2022 | Tempo Puńców | 0:1   | GKS II Katowice     |  |
| 18:00          |              | (0:1) | 21' Kamil Komandera |  |

### Finał
| 15 czerwca 2022 | GKS II Katowice      | 1:3   | Rekord Bielsko-Biała                                       |                                     |
| 18:00           | 22' Bartosz Wodnicki | (1:0) | 53' Tomasz Nowak · 65' Dawid Kasprzyk · 79' Mateusz Madzia | Ośrodek Sportowy Kolejarz, Katowice |

## Województwo Świętokrzyskie[13]
Udział biorą zwycięzcy poprzednich rund (I-VI). Start miały zagwarantowane wszystkie drużyny z województwa.
| Uczestnicy tej edycji                           | Uczestnicy tej edycji     | Uczestnicy tej edycji | Uczestnicy tej edycji |
| ----------------------------------------------- | ------------------------- | --------------------- | --------------------- |
| MOR                                             | Moravia Morawica          | -                     |                       |
| ŁAG                                             | ŁKS Łagów                 | -                     |                       |
| ORS                                             | Orlicz Suchedniów         | -                     |                       |
| GSK                                             | Granat Skarżysko-Kamienna | -                     |                       |
| W kolumnie pierwszej podano skróty nazw drużyn. |                           |                       |                       |

### Półfinały
| 11 maja 2022 | Moravia Morawica    | 1:2   | ŁKS Łagów            |  |
| 17:00        | 62' Michał Zawadzki | (0:0) | 47', 76' Adam Imiela |  |

| 11 maja 2022 | Orlicz Suchedniów        | 1:3   | Granat Skarżysko-Kamienna                              |  |
| 17:00        | 23' Krzysztof Rzeszowski | (1:0) | 51' Jakub Hińcza · 75' Bartosz Sot · 84' Kamil Uciński |  |

### Finał
| 8 czerwca 2022 | ŁKS Łagów       | 1:0   | Granat Skarżysko-Kamienna |                      |
| 18:00          | 12' Adam Imiela | (1:0) |                           | Suzuki Arena, Kielce |

## Województwo Warmińsko-Mazurskie[14]
Udział biorą zwycięzcy poprzednich rund (I-V). Start miały zagwarantowane wszystkie drużyny z województwa.
| Uczestnicy tej edycji                           | Uczestnicy tej edycji | Uczestnicy tej edycji | Uczestnicy tej edycji |
| ----------------------------------------------- | --------------------- | --------------------- | --------------------- |
| ST2                                             | Stomil II Olsztyn     | -                     |                       |
| ROM                                             | Rominta Gołdap        | -                     |                       |
| ZBP                                             | Znicz Biała Piska     | -                     |                       |
| WIK                                             | GKS Wikielec          | -                     |                       |
| W kolumnie pierwszej podano skróty nazw drużyn. |                       |                       |                       |

### Półfinały
| 25 maja 2022 | Stomil II Olsztyn        | 2:0   | Rominta Gołdap |  |
| 17:00        | 73', 82' Igor Zapałowski | (0:0) |                |  |

| 25 maja 2022 | Znicz Biała Piska          | 1:3   | GKS Wikielec                                       |  |
| 17:00        | 6' (sam.) Pawło Łukjanczuk | (1:0) | 49', 53' Mateusz Jajkowski · 78' Eduards Višņakovs |  |

### Finał
| 25 czerwca 2022 | Stomil II Olsztyn | 0:5   | GKS Wikielec                                                              |  |
| 17:00           |                   | (0:1) | 35', 83' Michał Jankowski · 52' Rafał Kujawa · 82', 87' Eduards Višņakovs |  |

## Województwo Wielkopolskie[15]
Udział biorą zwycięzcy poprzednich rund (I-II). Start zagwarantowany mieli zwycięzcy pucharów okręgowych.
| Uczestnicy tej edycji                           | Uczestnicy tej edycji      | Uczestnicy tej edycji | Uczestnicy tej edycji |
| ----------------------------------------------- | -------------------------- | --------------------- | --------------------- |
| VIS                                             | Victoria Skarszew          | Kalisz                |                       |
| ŚRW                                             | Polonia Środa Wielkopolska | III liga              |                       |
| PIA                                             | Korona Piaski              | IV liga               |                       |
| JAR                                             | Jarota Jarocin             | III liga              |                       |
| W kolumnie pierwszej podano skróty nazw drużyn. |                            |                       |                       |

### Półfinały
| 18 maja 2022 | Victoria Skarszew | 0:1   | Polonia Środa Wielkopolska |  |
| 18:00        |                   | (0:0) | 61' Jędrzej Drame          |  |

| 18 maja 2022 | Korona Piaski       | 2:2 k. 5:3    | Jarota Jarocin                              |  |
| 18:30        | 5', 15' Jakub Nowak | (2:1, k. 5:3) | 19' Mateusz Dunaj · 70' Krzysztof Bartoszak |  |

### Finał
| 7 czerwca 2022 | Polonia Środa Wielkopolska                                                     | 4:0   | Korona Piaski |  |
| 18:00          | 25' Oskar Kozłowski · 33' Damian Buczma · 60' Jędrzej Drame · 77' Adam Borucki | (2:0) |               |  |

## Województwo Zachodniopomorskie[16]
Udział biorą zwycięzcy dwóch pucharów okręgowych.
| Uczestnicy tej edycji                           | Uczestnicy tej edycji | Uczestnicy tej edycji | Uczestnicy tej edycji |
| ----------------------------------------------- | --------------------- | --------------------- | --------------------- |
| WOL                                             | Vineta Wolin          | Szczecin              |                       |
| PO2                                             | Pogoń II Szczecin     | Szczecin              |                       |
| ŚWS                                             | Świt Szczecin         | Szczecin              |                       |
| BŁS                                             | Błękitni Stargard     | Szczecin              |                       |
| W kolumnie pierwszej podano skróty nazw drużyn. |                       |                       |                       |

### Półfinały
| 18 maja 2022 | Vineta Wolin       | 1:0   | Błękitni Stargard |  |
| 17:30        | 80' Szymon Kurczak | (0:0) |                   |  |

| 19 maja 2022 | Pogoń II Szczecin                          | 2:0   | Świt Szczecin |  |
| 17:30        | 45' Bartosz Boniecki · 53' Kacper Zaborski | (1:0) |               |  |

### Finał
| 8 czerwca 2022 | Vineta Wolin | 0:2   | Pogoń II Szczecin                        |  |
| 17:30          |              | (0:2) | 28' Oskar Kalenik · 34' Błażej Starzycki |  |